# Спорт у Србији
Популарни спортови у Србији су: фудбал, кошарка, ватерполо, одбојка, рукомет и тенис. Србија је била домаћин Летње Универзијаде 2009, Светског првенства у воденим спортовима 1973, европских првенстава у фудбалу, кошарци, одбојци, рукомету, стоном тенису, гимнастици, џудоу, рвању, веслању... Сваке године се одржавају Београдски маратон и бициклистичка трка кроз Србију.
Министар за омладину и спорт у Влади Републике Србије је Зоран Гајић.
Олимпијски комитет Србије је основан 1910. године. Актуелни председник је Владе Дивац. Спортски савез Србије је организација која има надлежност за неолимпијске спортове.
Србија се први пут појавила на Олимпијским играма 1912. Након тога, спортисти Србије су били део тима Краљевине СХС/Југославије, СФР Југославије, Независних учесника, СР Југославије и Србије и Црне Горе. Од 2006, односно ЛОИ 2008, спортисти наступају као репрезентативци Србије. Међународни олимпијски комитет и већина осталих међународних спортских организација признаје Србију за директног наследника резултата свих претходних држава.
Најпознатија спортска друштва у Србији су ЈСД Партизан (њихови навијачи су Гробари) и СД Црвена звезда (навијачи Делије).
Запажени репрезентативни успеси, као и неки у популарним појединачним спортовима, се често прослављају на улицама и трговима широм државе, а традиционално се организује и дочек испред скупштине у Београду.

## Српски спортови

### Народне игре
Српске народне игре су се могле поделити на витешке игре, забавне, игре духа, игре за добит и орске игре.
Најсличније данашњем спорту су витешке игре, које представљају оне у којима се учествује телесним покретима намењеним јачању или вежбању окретности тела или надметању у снази, као што су рвање, скок из места, скок из залета, бацање камена, трчање...

### Свибор
Свибор или српско витешко борење је борилачка вештина, заснована на витешким вештинама и српској борилачкој традицији. Бављење свибором подразумева тренирање и вештине витешких способности као што су јахање, пливање, верање, вежбања голоруке борбе и борбе неким врстама средњовековног оружја. Витешко борење се изучава под благословом Српске православне цркве, под чијем окриљем су обновљене бројне традиционалне културно-спортске манифестације. Први клуб за српске витешке вештине „Витез“ је основан 1991. године, а данас постоји више клубова који заједнички чине Свибор Савез Србије. Оснивач и челник је Радивоје Радуловић. Сваке године се на православни празник Духови организује витешки турнир на Београдској тврђави.

### Реални аикидо
Српска борилачка вештина самоодбране, реални аикидо, основана је од стране Љубомира Врачаревића (једини из Србије са титулом 10. дан – соке), који је издвојио неколико стотина техника изворног аикидоа, џудоа и џијуџице, преобликовао их, одстранио елементе јапанске традиције и прилагодио европском начину размишљања. У Београду је 1993. године основан Светски центар реалног аикидоа, који координира рад свих клубова и федерација реалног аикидоа у свету. Регистровано је 190 клубова у 25 различитих држава. Од 2003. године је званично регистрован у међународној УСМА класификацији борилачких вештина. Влада републике Србије је 2005. одобрила увођење овог спорта, као изборног предмета, у основне школе.

## Олимпијски спортови

### Кошарка
Главна организација задужена за кошарку у Србији је Кошаркашки савез Србије.
Најзаслужнијим за развој кошарке у Србији и Југославији се сматра играч и тренер Александар Николић. Због својих заслуга носи надимак „Отац југословенске кошарке“. Борислав Станковић је од 1976. до 2002. био генерални секретар ФИБА. Најуспешнији српски кошаркашки тренери су Душан Ивковић, Светислав Пешић и Жељко Обрадовић., а играчи Радивој Кораћ, Драган Кићановић, Владе Дивац, Дејан Бодирога, Александар Ђорђевић, Предраг Стојаковић...
Као наследница државне заједнице Србија и Црна Гора, кошаркашка репрезентација Србије има две освојене златне медаље на светским првенствима 1998. и 2002, као и сребрну 2014. На европским првенствима освојили су три прва места (1995, 1997, 2001), и по једно друго (2009) и једно треће (1999). Мушки кошаркашки тим СР Југославије освојио је сребрну медаљу на Олимпијским играма 1996.
Рачунајући успехе и репрезентације СФРЈ, ова репрезентација је најтрофејнија на Светским првенствима и једна од најуспешнијих на осталим такмичењима.
Награду за најкорисније играче на светским првенствима су добијали Кићановић (1974), Далипагић (1978) и Бодирога (1998), а на европским Кораћ (1961), Далипагић (1977), Кићановић (1981), Ђорђевић (1997) и Стојаковић (2001).
У Србији су одржане три завршнице Европских првенстава у кошарци, последњи пут 2005.
Српски играчи који су проглашавани за најбоље европске кошаркаше су Дражен Далипагић, Драган Кићановић, Владе Дивац, Александар Ђорђевић, Предраг Даниловић, Предраг Стојаковић и Милош Теодосић.
Три играча из Србије су са својим клубовима освајали титулу у NBA лиги. То су Предраг Стојаковић, Огњен Кузмић, Немања Бјелица и Дарко Миличић, који је најмлађи кошаркаш који је икада освојио NBA прстен. Никола Јокић је , двапут добио награду најкориснији играч НБА лиге 2021. и 2022. , чиме је постао трећи играч из Европе коме је то пошло за руком.
Женска кошаркашка репрезентација Србије је освојила златну медаљу на Европском првенству 2015. године, на којем је Ана Дабовић проглашена за најкориснију играчицу турнира.
Кошаркаши Партизана су били шампиони Евролиге 1992. И данас се налази међу најбољим екипама у Европи. У Евролиги 2009/10 су били на завршном турниру тзв. Фанл-фору. Кошаркашице Црвене звезде су освојиле Куп европских шампиона, претечу данашње Евролиге, 1979. и биле друге 1981.
Награду за најкориснијег играча Евролиге су добили Милош Теодосић (2010) и Немања Бјелица (2015), a за најкориснијег играча завршног турнира су проглашени Предраг Даниловић, Жарко Паспаљ, Зоран Савић, Жељко Ребрача и два пута Дејан Бодирога. Најбољи стрелци Евролиге су били Предраг Даниловић, Предраг Стојаковић, Мирослав Берић, Милош Вујанић и три пута Игор Ракочевић.
У првој кошаркашкој лиги најтрофејнији клубови су Партизан са 21, па Црвена звезда са 19. Партизан је најтрофејнији и у националном купу, који се назива Куп Радивоја Кораћа.
Клубови из Србије, као и још неких балканских држава учествују заједно у Јадранској лиги, где је такође Партизан најтрофејнији са 6 титула.
У ФИБА кућу славних су примљени Радивој Кораћ, Драган Кићановић, Владе Дивац, Зоран Славнић и Дражен Далипагић, који је члан и NBA куће славних. Од тренера су примљени Александар Николић и Ранко Жеравица, a од кошаркашких судија Обрад Белошевић.

### Фудбал
Организација која управља фудбалом у Србији је Фудбалски савез Србије.
Сениорска репрезентација је наступала под различитим именима и највеће успехе је остварила као Фудбалска репрезентација Југославије. ФИФА признаје Србију за легитимног наследника свих претходних репрезентација. На Светским првенствима је два пута долазила до полуфинала, на Европским првенствима је два пута освојила сребрну медаљу (1960. и 1968.), а на Олимпијским играма је освојила укупно пет медаља укључујући златну на ОИ 1960 у Риму.
Београд је са Загребом био коорганизатор Европског првенства у фудбалу 1976.
На европским првенствима најбољи стрелци су били Милан Галић (1960), Драган Џајић (1968) и Саво Милошевић (2000).
У првој фудбалској лиги Србије (Суперлига Србије у фудбалу) игра 16 екипа. Традиционално најбољи тимови српског фудбала су Црвена звезда и Партизан. Фудбалске утакмице између ова два клуба се називају вечитим дербијем. Оба тима су основана 1945. и доминирала су југословенским клупским фудбалом (Звезда: 19 титула, Партизан: 11 титула). Ривалство се наставило и после распада земље (Звезда: 6 титула, Партизан: 13 титула).
Куп Србије у фудбалу је наследник Купа Југославије и Купа СЦГ.
Највећи успех клупског фудбала у Србији био је 1991. када су фудбалери Црвене звезде освојили Куп европских шампиона и Интерконтинентални куп док је ФК Партизан 1966. играо финале Купа европских шампиона.
Поред тријумфа Црвене звезде, српки фудбалери који су освајали пехар Лиге шампиона са својим клубовима су Велибор Васовић, Немања Видић, Дејан Станковић, Бранислав Ивановић и Лука Јовић, а у женском фудбалу Јована Дамњановић. Најбољи стрелци сезоне су били Милош Милутиновић, Владица Ковачевић, Силвестер Такач, Борислав Цветковић, Милинко Пантић.
Бора Милутиновић је један од најуспешнијих тренера света. Водио је велики број светских клубова и репрезентација, а са пет различитих репрезентација је учествовао на Светским првенствима.
У Старој Пазови је 2011. године отворена Кућа фудбала, спортски центар Фудбалског савеза Србије, у којој се налазе отворени и затворени терени, хотел, базен, теретана... У спортском центру се припремају фудбалске репрезентације свих узраста, организују се школе и кампови за младе играче, едукују се тренери и судије.

### Одбојка
Сматра се да су Срби први пут играли одбојку 1918. године, када су то урадили српски војници на солунском фронту. У Београду и Новом Саду је 1924. године демонстрирано неколико америчких спортова, укључујући и одбојку. Одбојкашки савез Југославије је основан 1946, а наредне је био један од савеза који су учествовали у креирању Међународне одбојкашке федерације.
Репрезентација Србије (укључујући репрезентације СРЈ и СЦГ) је постигла велике успехе у одбојци. Мушки одбојкашки тим је на Олимпијским играма 2000. у Сиднеју освојио златну медаљу, као и бронзану на Олимпијским играма 1996. године. Тим је освојио сребрну медаљу на Светском првенству 1998. и бронзану 2010. године. На европским првенствима били су први 2001. и 2011, други 1997. и трећепласирани 1995, 1999, 2007. и 2013.. године. У Светској лиги је такође освојила неколико медаља.
Женска репрезентација је била трећа на Светском првенству 2006. и друга на Европском наредне године. На Европском првенству 2011. су у београдском Пиониру постале европске првакиње. Србија је те године постала једина репрезентација, поред Совјетског Савеза и Чехословачке, која је тријумфовала на Европском првенству у мушкој и женској конкуренцији у истој години. Женска репрезентација је освојила злато на Светском првенству 2018. године у Јапану, прву у историји српске одбојке на Светским првенствима.
На европским играма 2015. године је женска репрезентација освојила бронзану медаљу.
Србија и Црна Гора су са Италијом били суорганизатори мушког Европског првенства у одбојци 2005 и женског 2011. Београдска арена је била домаћин завршног турнира Светске лиге 2005. и 2009. године.
Најуспешнији клубови у југословенском и српском првенству су Црвена звезда, Партизан, Раднички и Војводина, а у женској конкуренцији успешан и Поштар, Црвена звезда и Јединство. Први међународни трофеј за клубове из Србије је освојио мушки тим Војводине у ЦЕВ Челенџ купу 2015. године.
Најпознатији одбојкаши Србије су: Андрија Герић, Владимир и Никола Грбић, Иван Миљковић. Миљковић је проглашен за најкориснијег играча европског првенства 2001. и 2011, а Јована Бракочевић 2011. године. Тијана Бошковић је била проглашена од стране ФИВБ и ЦЕВ за најкориснију одбојкашицу Европског првенства 2017. и Светског првенства 2018. године.
Владимир Грбић је члан Одбојкашке куће славних, као и Одбојкашке алеје славних заједно са братом Николом.

### Ватерполо
У Србији се првобитно ватерполо играо на територији Војводине, прве утакмице су одигране у Сомбору почетком 20. века. За долазак ватерпола су највише заслужни студенти, који су студирали у Мађарској, Аустрији и Немачкој, где је овај спорт већ био развијен.
Ватерполо је један од најтрофејнијих спортова у Србији. Сениорска репрезентација Србије (СФР Југославије, СР Југославије, Србије и Црне Горе) је пет пута (1986, 1991, 2005, 2009 и 2015) освојила Светско првенство, друга је била 2001, 2011 а трећа четири пута.
На Олимпијским играма је освојила четири златне 1968, 1984 и 1988, 2016 пет сребрних и три бронзане медаље.
Европско првенство је освајано осам пута 1991, 2001, 2003, 2006, 2012, 2014, 2016 и 2018, а репрезентација је до постоља долазила још 14 пута.
Светску лигу је освојила девет пута и дошла до још две медаље, једне сребрне и једне бронзане. На Светском купу је дошла до пет злата, једног сребра и две бронзе.
Ватерполисти Партизана су седмоструки клупски прваци Европе. 25 пута су освајали национално првенство, а 23 пута национални куп. Евролигу су, такође освојили и клубови Бечеј 2000. и Црвена звезда 2013. године.
Најпознатији играчи златног доба српског ватерпола били су: Игор Милановић, Александар Шоштар, Владимир Вујасиновић, Александар Шапић и Вања Удовичић.
Вања Удовичић 2010. и Филип Филиповић 2011. и 2014. године су добили награде ФИНЕ за најбоље ватерполисте на свету.
Игор Милановић и Мирко Сандић су чланови Куће славних водених спортова.
Прво светско првенство је одржано у Београду 1973. године, a организовани су и Светски куп 2002., као и Европско првенство 2006, а Београд ће бити домаћин и десет година касније. У Нишу је било одржана завршница Светске лиге 2010. године.

### Рукомет
Рукометни савез Србије је кућа која организује домаће лиге и управља женском и мушком рукометном репрезентацијом Србије.
Према неким подацима, рукомет је у српске школе уведен 1930. године, али је популарност достигао тек четрдесетих година 20. века. Присталице је добио за време радних акција. Рукометни савез је основан 1949. године.
Рукометна репрезентација Југославије остварила је велике успехе, као што су златне медаље на Олимпијским играма (1972, 1984) и Светском првенству (1986). Рукометна репрезентација СР Југославије освојила је бронзану медаљу на европском првенству 1996, и две бронзане медаље на светским првенствима 1999. и 2001.
Женска рукометна репрезентација Југославије освојила је Светско првенство 1972. и злато на Летњим олимпијским играма 1984.
Србија је била домаћин Европског првенства 2012. у мушкој конкуренцији. На овом такмичењу репрезентација Србије освојила је друго место и сребрну медаљу, а Момир Илић је добио награду за најкориснијег играча. Исте године је организовано и женско првенство, а наредне светско првенство за жене, на којем је репрезентација Србије дошла до сребра.
РК Металопластика је два пута била првак Лиге шампиона. Она је најтрофејнији клуб у националном првенству. Међу најуспешнијим клубовима у Суперлиги Србије су и Црвена звезда и Партизан.
Рукометашице Радничког су освајале 3 пута Лигу шампиона за жене и 4 пута биле друге.
Драган Шкрбић и Арпад Штербик су били проглашавани за ИХФ играча године. Један од најпознатијих играча из тзв. златне генерације је Миле Исаковић.
Светлану Китић је 1988. ИХФ прогласио за играчицу године, а 2010. је именована за најбољу светску рукометашицу у историји. Андреа Лекић је добитница награде за најбољу светску рукометашицу 2013. године.

### Тенис
Верује се да је на територији данашње Србије тенис први пут заигран на Палићу крајем деветнаестог века. У Прибоју је 1880. године одржан међународни турнир, три године након што је у Вимблдону био први турнир у модерној историји тениса. Већу пажњу је тенис привукао када је етнички Србин, Момчило Тапавица, наступивши за тадашњу репрезентацију Мађарске (део Аустроугарске) на првим олимпијским играма освојио бронзану медаљу. Тениски савез је основан 1922. године. Тенисер Никола Шпеар је на Ролан Гаросу 1968. године постао први тенисер који је однео победу са 6:0, 6:0, 6:0. Тај резултат је поновљен још пет пута након тога.
Мушка тениска репрезентација је освојила Дејвис куп 2010. у Београдској арени, као и АТП куп 2020. у Сиднејској "Кен Роузвол" арени, а 2013. године освојила друго место у Дејвис купу. Женска репрезентација је 2012. године дошла до финала Фед купа.
Најуспешније тенисерке Србије су Ана Ивановић (освајач турнира Ролан Гарос 2008.) и Јелена Јанковић (освајач Вимблдона 2007. у мешовитим паровима). Обе су биле на првом месту ВТА листе и освојиле више од 10 титула у појединачној конкуренцији. У време док је наступала за Југославију, Моника Селеш је такође је била број 1 и освојила 8 Гренд слем титула. Јелена Докић је дошла до неколико ВТА трофеја и била међу 5 најбоље пласираних играчица. ВТА трофеје у појединачној конкуренцији су освајале Бојана Јовановски, Александра Крунић и Олга Даниловић.
Најуспешнији међу мушкарцима је Новак Ђоковић, освајач 24 трофеја на гренд слем турнирима (Отворено првенство Аустралије 2008, 2011, 2012, 2013, 2015, 2016, 2019, 2020, 2021 и 2023, Вимблдон 2011, 2014, 2015, 2018, 2019, 2021 и 2022, Отворено првенство САД 2011, 2015, 2018. и 2023 и Отвореног првенства Француске 2016, 2021. и 2023), бронзану медаљу са Олимпијских игара 2008 и златну медаљу 2024, као и седам завршних турнира сезоне. Један је од петорице тенисера у Опен ери који су освојили гренд слем каријере. Освајањем Ролан Гароса 2016. постао је први тенисер, након Рода Лејвера 1969, са победама на сва четири гренд слем турнира у низу и једини који је то остварио на три различите подлоге. Држи рекорд са освојених десет трофеја на Отвореном првенству Аустралије и једини је који је тријумфовао три пута за редом. Освојио је укупно 99 појединачних титула и једну у конкуренцији парова. Јула 2011. први пут је дошао до првог места АТП листе, где је провео преко четристо недеља. Ђоковић је једини из Србије који је проглашаван за најбољег спортисту света.
Јанко Типсаревић је освојио четири турнира и дошао у првих 10 на листи. Виктор Троицки се нашао међу 15 најбољих на АТП листи и освојио два трофеја у појединачној и један у конкуренцији парова. Један АТП је освојио Ласло Ђере, а до финала турнир из Мастерс 1000 серије су дошли Филип Крајиновић и Душан Лајовић. Слободан Живојиновић је освојио Отворено првенство САД у паровима и био је на првом месту АТП списка играча парова. Ненад Зимоњић је такође боравио на првом месту, укупно 50 недеља, освојио је три гренд слем титуле у конкуренцији мушких парова, пет у мешовитим паровима, два трофеја на завршном турниру сезоне и укупно преко 50 титула.
Чланови репрезентације Југославије су освојили Хопман куп 1991. Дебитујући на Светском купу 1990. године, репрезентација СФРЈ је тријумфовала. На исти начин је репрезентација Србије дошла до титуле 2009. године, а освојила је титулу и 2012. године.
Београд је четири године био домаћин Отвореног првенства Србије у тенису, турнира дела АТП 250 серије који се играо на шљаци. Најпознатији српски тениски клубови су Партизан и Црвена звезда.

### Рагби 7
Србија има репрезентацију која је представља у овом олимпијском спорту. У велике успехе српских "седмичара" убраја се освајање другог места у Загребу 2015. на турниру дивизије Б и освајање првог места дивизије Б 2011. у Летонији

### Стрељаштво
Стрељаштво представља једно од најстаријих данашњих спортова у Србији. У Белој Цркви је 1777. године основано прво стрељачко у дружење, а Савез стрељачких дружина Краљевине Србије је оформљен 1887.
Јасна Шекарић представља једног од најтрофејнијих људи српског спорта. Освојила је златну медаљу (дисциплина ваздушни пиштољ 10 метара) на Олимпијским играма 1988. На истим играма освојила је бронзану медаљу у дисциплини спортски пиштољ. Са успесима је наставила у Барселони 1992, Сиднеју 2000. и Атини 2004. освојивши три сребрне медаље у дисциплини ваздушни пиштољ. Поред тога, била је три пута светски и четири пута европски првак, а обарала је и светски рекорд.
Горан Максимовић је на Олимпијским играма 1988. освојио златну медаљу у дисциплини ваздушна пушка, а његова ћерка, Ивана Максимовић је на Олимпијским играма 2012. освојила сребро у троставу малокалибарском пушком, као и златну и две бронзане медаљу на европским првенствима.
Поред њих, стрелци освајачи олимпијских медаља из Србије су: 
- Александра Ивошев (1996. злато у дисциплини пушка тростав и бронза у дисциплини ваздушна пушка, бронза са европског првенства)[74]
- Аранка Биндер (1992. бронза у дисциплини ваздушна пушка)[75]
- Стеван Плетикосић (1992. бронза у дисциплини олимпијски меч, светско рекордер, два сребра са светског првенства)[76]
- Андрија Златић (2012. бронза у дисциплини 10 m ваздушни пиштољ, европски шампион, два сребра са светских и европских првенстава)[77]

Светске рекорде у троставу су обарали Владимир Гроздановић и Мирјана Машић (европска шампионка и двострука шампионка у ваздушној пушци), а у ваздушној пушци Срећко Пејовић (сребро са европског првенства) и Десанка Пешут (злато и два сребра са светског, злато са европског првенства)
Зорана Аруновић је постала светска шампионка 2010. године у дисциплини ваздушни пиштољ и освојила је златну медаљу на европским играма 2015., док су међу успешним стрелцима и Душан Епифанић (бронза са светског првенства), Лидија Михајловић (сребро са европског првенства), Немања Миросављев (бронза са СП, сребро и бронза са европског), Дамир Микец (сребро на европском првенству, два злата на европским играма), Бобана Величковић (двострука европска шампионка), Андреа Арсовић (злато на европском првенству и европским играма )...
Најуспешнији стрељачки клубови су Црвена звезда, Партизан, Полицајац и Нови Сад 1790.
Европско првенство је одржано два пута у Београду, 2005. и 2011. године.

### Борилачки спортови
Међу најуспешније спортисте у Србији убрајају се боксери. Олимпијске медаље освојили су: Слободан Качар злато Москва 1980, Тадија Качар сребро Монтреал 1976. Бронзане медаље освојили су: Звонимир Вујин Мексико 1968. и Минхен 1972. Мирко Пузовић и Азис Салиху Лос Анђелес 1984. Светске медаље, сребрне освојили су: Драгомир Вујковић, Братислав Ристић, Фазлија Шаћировић, Мемет Богујевци и Тадија Качар. Бронзане медаље освојили су: Драгомир Вујковић, Рајко Милић, Слободан Качар, Мирко Пузовић и Вукашин Добрашиновић. Маријан Бенеш је био европски првак.
У професионалној конкуренцији Слободан Качар је био светски шампион према ИБФ-у у полутешкој категорији у периоду од септембра 1985. до децембра 1986. Никола Стевановић је постао интерконтинентални шампион према ИБФ-у у полусредњој категорији, а Ненад Боровчанин прелазни европски шампион у крузер категорији према ВБО.
У рвању грчко-римским стилом Бранислав Мартиновић је освојио сребрну медаљу на Олимпијским играма у Риму 1960. и бронзу Токију 1964, а Бранислав Симић је освојио злато у Токију и бронзану медаљу у Мексику 1968, када је и Стеван Хорват освојио сребро. Сретен Дамјановић је освојио златну медаљу на светском првенству 1971.
Давор Штефанек је најуспешнији рвач у грчко-римском стила од осамостаљења Србије. Постао је светски шампион 2014. године, а две године касније олимпијски у Рио де Жанеиру 2016. године. Виктор Немеш је 2015. године освојивши сребро постао први спортиста из Србије који дошао до медаље на Европским играма, а две године касније је постао и светски шампион.
Милица Мандић је најуспешнија српска такмичарка у теквондоу. На Олимпијским играма 2012. у Лондону је освојила златну медаљу у категорији преко 67 kg, а освојила је и светску и бронзану медаљу на светском, две сребрне на европском првенству и једну на европским играма. До златне медаље на светским првенствима је дошла Вања Станковић, а до бронзанихЗоран Крајчиновић, који је био и европски шампион, Зоран Прерад, Вања Бабић, Ана Бајић и Тијана Богдановић.
Бронзане олимпијске медаље у џудоу су освајали Славко Обадов у Монтреалу 1976. и Радомир Ковачевић у Москви 1980. године. Мара Ковачевић је најуспешнија џудисткиња. На светском првенству у џудоу је освојила једну бронзану медаљу, а на европском две.
Београд је био домаћин два Европска аматерска првенства у боксу 1961. и 1973. године, као и светског 1978. У Београдској арени је организовано Европско првенство у џудоу 2007. и рвању 2012.
Немања Мајдов је најуспешнији српски џудиста, освајач златне медаље на Светском првенству у џудоу 2017. године у Будимпешти у категорији од 90 килограма. Након 37 година донео је прву светску златну медаљу за Србију. Мајдов је освојио сребрну медаљу на Европском првенству 2018. у Тел Авиву у дисциплини до 90 килограма.

### Атлетика
Након народних игара, атлетика у модерном смислу се јавља на почетку 20. века. Међу првим догађајима на територији Србије је била трка одржана 1906. године на релацији Ваљево—Јовање, а 1908. је Гимнастичко друштво "Душан Силни" основало прву атлетску секцију. За даљи развој атлетике је било значајно оснивање Српског олимпијском клуба 1910. године и почетак учешћа Србије на Олимпијским играма.
Када је реч о значајнијим такмичењима, у Београду је 1962. године организовано Европско првенство на отвореном, 1966. Европске дворанске игре, 1989. Европско клупско првенство за мушкарце, на којем је најуспешнији српски клуб Црвена звезда тријумфовала. Поред тога, клуб је забележио још по једно друго и треће место, како у мушкој тако и у женској конкуренцији. Међу успешним клубовима налазе се још АК Партизан у АК Нови Београд. Када је реч о 21. веку, највеће организовано такмичење на територији Србије свакако је Европско дворанско првенство 2017. године.
Од атлетских такмичења сваке године се одржавају Београдски маратон и меморијални митинг у част Артура Такача.
Највећи успеси атлетичара из Србије:
- Иван Губијан — сребрна медаља у бацању кладива на Олимпијским играма 1948. прва олимпијска медаља у атлетици на територији Југославије.
- Петар Шегедин — сребрна медаља у трци на 3.000 метара са препрекама, прва атлетска медаља за Југославију на европским такмичењима
- Фрањо Михалић — сребрна медаља у маратону на Олимпијским играма 1956. и златна на Интернационалном првенству (претеча светском) у кросу 1953.
- Олга Гере — сребрна медаља у скоку увис на Европском првенству, одржаном у Београду 1962.
- Вера Николић — двострука европска првакиња у трци на 800 метара (1966, 1971), те светска рекордерка с временом 2:00,5 (1968—1971)
- Ненад Стекић — двоструки вицешампион Старог континента (1974, 1978), бивши европски рекордер у скоку у даљ (8,45), три године најбољи резултат на свету (1975, 1977. и 1978.)
- Милош Срејовић — европски првак у троскоку 1978.
- Владимир Милић — европски првак у бацању кугле у дворани 1982.
- Јован Лазаревић — бронза у бацању кугле на Европском првенству у дворани 1982.
- Драган Здравковић — европски првак у трци на 3000 метара у дворани 1983.
- Снежана Пајкић — европска првакиња у трци на 1500 метара 1990.
- Драгутин Топић — европски првак у скоку увис 1990, европски првак у дворани 1996, бронзана медаља на Светском дворанском 1997. и Европском дворанском првенству 1992. и 2000, (лични рекорд 2,37 метара, међу 10 најбољих свих времена)
- Биљана Петровић — сребрна медаља у скоку увис на Европском првенству 1990.
- Слободан Бранковић — европски првак у дворани у трци на 400 метара 1992. године.
- Драган Перић — бронзана медаља на Светском дворанском 1995. године и сребрна на Европском дворанском првенству 1994. у бацању кугле
- Оливера Јевтић — прва атлетска медаља за Србију од осамостаљења, сребрна медаља у маратону на Европском првенству 2006, четири бронзане медаље на Европском првенству у кросу.
- Емир Бекрић — бронзана медаља у трци на 400 метара са препонама на Светском првенству 2013, сребрна медаља на Европском првенству 2012.
- Асмир Колашинац — златна медаља у бацању кугле на Европском дворанском првенству 2013., сребрна 2015. и бронзана са Европског првенства 2012.
- Михаил Дудаш — бронзане медаље у седмобоју на Европском дворанском првенству 2013. и у десетобоју на Европском првенству 2016.
- Ивана Шпановић — најуспешнија српска атлетичарка, у дисциплини скок удаљ, међу најзначајнијим успесима издвајају се бронза са Олимпијских игара 2016, титула светске првакиње у дворани 2018, две светске бронзе на отвореном (2013, 2015), четири титуле европске шампионке - једна на отвореном (2016) и три у дворани (2015, 2017, 2019).
- Татјана Јелача — сребрна медаља у бацању копља на Европском првенству 2014.
- Страхиња Јованчевић — бронзана медаља на Европском дворанском првенству 2019. у скоку удаљ

### Пливање
Милорад Чавић освојио је сребрну медаљу у пливању (дисциплина 100 метара делфин) на Олимпијским играма 2008, златну медаљу на 50 метара делфин на Европском првенству 2008. На Светском првенству 2009. освојио је златну медаљу у пливању на 50 метара делфиновим стилом и сребрну медаљу у трци на 100 метара. Године 2012. је постао европски првак у трци на 100 метара делфин стилом. Освојио је још осам медаља на Европском првенству у базенима од 25m. Више пута је обарао светске и европске рекорде.
Нађа Хигл је 2009. постала светска првакиња у пливању на 200 метара прсним стилом оборивши европски рекорд. На Универзијади је освојила две сребрне медаље, а на Европском првенству у кратким базнима једну сребрну.
Велимир Стјепановић је 2013. године постао европски шампион у малим базенима у дисциплини 200 метара делфин стилом, а на 400  слободно је дошао до бронзане медаље. Годину дана касније је на европском првенству у великим базенима освојио златне медаље у дисциплинама 200 m и 400 m слободно, као и бронзану на светском првенству у 25-метарским базенима на 400  слободно.
Иван Ленђер, Чаба Силађи, Мирослава Најдановски и Себастиан Сабо су освајали медаље на Универзијади, Медитеранским играма, европском првенству у 25-метарским базенима, јуниорским првенствима...
Прво Светско првенство у воденим спортовима је одржано у Београду 1973. године.
Од познатијих пливачких клубова у Србији се налазе Партизан, Пролетер и Војводина.

### Веслање
Веслачки савез Србије, тада Југославије, је основан 1922. године. Регатни центри у Србији су на Сребрном језеру, у Београду на Савском језеру, у Чуругу на Мртвој Тиси, у Книћу на Гружанском језеру У Београду је одржано европско првенство 1932. и 2014. године.
Од клубова су најуспешнији београдски Партизан и Црвена звезда, који су смештени на Ади Циганлији.
Зоран Панчић и Милорад Станулов су српски веслачи, који су наступајући за Југославију у дисциплини дупли скул (M2x) освојили сребрну медаљу на Олимпијским играма 1980. у Москви и бронзану у Лос Анђелесу 1984.
Најуспешнији веслачи самосталне Србије су Никола Стојић и Горан Јагар, који су били европски шампиони као двојац без кормилара (M2-). Никола Стојић је са Јованом Поповићем освојио златну медаљу на светском првенству 2006. године у дисциплини двојац са кормиларом (M2+), док је са Јагаром, Поповићем и Марком Марјановићем освојио сребро у четверцу са кормиларом (M4+) 2007. Стојић је и са Ненадом Беђиком у дисциплини двојац без кормилара дошао до бронзане (2012) и златне медаље (2013) на европском првенству. Поред њих, Горан Недељковић, Милош Томић, Ненад Бабовић, Душан Богићевић и Веселин Савић су освајали медаље на највећим такмичењима. Ива Обрадовић је дошла до две сребрне медаље на европским првенствима.

### Кајак и кану
Кајакашки савез Југославије је оформљен 1930, а савез Србије 1953. године. У Београду је одржано четири светских и једно европско првенство.
Најбољи резултати у кајаку и кануу су остварени на Олимпијским играма 1984. у Лос Анђелесу, када је Мирко Нишовић освојио златну медаљу у кануу двоклеку на 500 (С-2) m и сребрну на 1000, а Милан Јанић сребро у кајаку једноседу (К-2) на 1000 m. Обојица су били и троструки светски прваци, а освајали су још доста медаља.
Деца Милана Јанића су, такође, кајакаши. Мићо и Стјепан су освојили сребрну медаљу на 1000 m на светском првенству 1998. године, а Наташа је била успешна на јуниорским такмичењима. Касније су променили држављанство, Мићо и Стјепан су прешли у репрезентацију Хрватске, а Наташа се такмичи под заставом Мађарске, за коју је освојила велики број медаља.
Огњен Филиповић, Драган Зорић, Бора Сибинкић и Милан Ђенандић су били трофејан четворосед у кајаку. У трци на 200 m су, између осталог, освајали злато на светском и европском првенству. Филиповић је освајао медаље и у једноседу, али и у двоседу са Зорићем.
Душко Станојевић и Дејан Пајић су у кајаку двоседу на 500 метара дошли до бронзе на светском првенству 2010. и сребрне на европском 2011. Марко Новаковић је 2012. године постао европски шампион у једноседу на 200 m, а Марко Драгосављевић две године касније уз још две сребрне медаље. Новаковић је 2014. године са Небојшом Грујићем освојила златну медаљу на светском првенству у двоседу на 200 m са најбржим временом свих времена у тој дисциплини. Затим су дошли до сребрне медаље на европском првенству и златне на европским играма.
Антонија Нађ је два пута освојила сребрну медаљу на европским првенствима у трци на 1000 метара. Сестре, Николина и Оливера Молдован су дошле до укупно три медаље на светским првенствима, три на европским и једне на европским играма.
Далма Бенедек, након што је била осмострука светска и седмострука европска шампионка, од 2013. године наступа под заставом Србије и исте године је дошла до златних медаља на европском првенству у једноседу на 500 и 1000 метара, а затим до бронзане на 500 m на светском, као и до две две бронзане на европском првенству и златне на европским играма са Милицом Старовић .

### Гимнастика
Међу Србима се гимнастика појављује половином деветнаестог века. Директор Српске велике православне гимназије у Новом Саду, Ђорђе Натошевић је увео часове и описно оцењивање. Стеван Тодоровић је 1857. године основао Прво српско друштво за гимнастику и борење, а 1860. је организован први јавни час, што је представљало прво појављивање у јавности.
Тереза Кочиш је српска гимнастичарка, која је на светском првенству 1950. године дошла до сребрне медаље на партеру, а на европском 1963. је освојила сребрне медаље на греди и двовисинском разбоју, као и бронзану на партеру. На истом првенству Мирјана Билић је постала европска првакиња у вишебоју и на партеру, а освојила је и бронзу на греди.
Београд је био домаћин европског првенства за мушкарце 1963. године.
Што се тиче ритмичке гимнастике, Милена Рељин је заузела 5. место на Олимпијским играма 1984. у Лос Анђелесу, а Данијела Симић 10. Последњи пут, на Олимпијским играма, Србија је имала представника 1992. у Барселони, а то су Мајда Милак и Кристина Радоњић.

### Бициклизам
Лекар и академик Ђорђе Нешић је као студент учествовао на међународним бициклистичким тркама у Европи. На његову иницијативу је основано Прво српско велосипедско друштво 1884. године, а он је изабран за председника. Прва такмичарска трка је одржана у Београду 1896, а наредне године је одржано и прво национално првенство.
Бициклистички савез Србије организује сваке године Првенство Србије у друмском бициклизму и међународну бициклистичку трку Кроз Србију. Трка Кроз Србију има традицију од 1939. године. Најтрофејнији српски бициклисти су: Микош Рњаковић, Александар Никачевић и Иван Стевић.
Јована Црногорац је најуспешнија српска репрезентативка у планинском бициклизму.

### Стони тенис
У стоном тенису, српски спортисти су најуспешнији у игри парова. Илија Лупулеску је освојио сребрну олимпијску медаљу у мушким паровима 1988, а Јасна Фазлић и Гордана Перкучин бронзану медаљу у паровима за жене. Зоран Калинић је освојио једну титулу светског и 3 титуле европског шампиона у мушким паровима. Са светских шампионата има још 3 сребрне медаље. Александар Каракашевић је три пута био европски првак у мешовитим паровима, 2000, 2005. и 2007, сва три пута у пару са Литванком Рутом Пакаускиене. Освојио је још пет медаља на европским првенствима, укључујући и бронзану у појединачној конкуренцији 2011. Силвија Ердељи је 2003. године на европском првенству освојила бронзану медаљу у појединачној конкуренцији, као и у паровима са сестром Анамаријом Ердељи.
Нови Сад је 1981. угостио такмичаре на 36. светском првенству у стоном тенису (СПЕНС). Београд је био домаћин Европског првенства 2007. године.

### Триатлон
На просторима Србије триатлон је први пут незванично одржан 1988. године у Крагујевцу. Прво државно првенство је организовано на Ади Циганлији 1993.
Најуспешнији триатлонац из Србије је Огњен Стојановић. Највећи успех је остварио на светском првенству у акватлону 2012. године, где је освојио бронзану медаљу.

### Мачевање
На простору Србије мачевање, као спортска дисциплина, се јавља средином 19. века. Почетком 20. века такмичари из Србије се такмиче на јавним часовима, међуградским надметањима, али и ван земље на међународним такмичењима. Након Првог светског рата, на иницијативу београдских мачевалаца, основан је Југословенски мачевалачки савез са седиштем у Београду, а касније у Загребу. Прво појединачно првенство државе одржано је 1928, а клупско 1939. Током Другог светског рата Савез престаје с радом. Након Другог светског рата, 1949. обнавља се рад Савеза и добија нов назив - Мачевалачки савез Југославије.
Као репрезентативци Југославије српски мачеваоци наступили су на Олимпијским играма у Риму 1960., а то су Александар Васин и Вера Јефтимијадес, она је такође освојила и бронзе на Европском шампионату у Хајдехајму и Медитеранским играма у Измиру 1971.
Главна организација задужена за мачевање у Србији је Мачевалачки савез Србије. Најуспешнија српска мачевалка је Тамара Савић-Шотра, трострука учесница на Олимпијским играма под заставом СР Југославије.
Највећи успех српског мачевања од осамостаљења Србија 2006. године је бронзана медаља на Медитеранским играма у Мерсину 2013. године коју је освојила Смиљка Родић.

### Одбојка на песку
За развој одбојке на песку у Србији задужен је Одбојкашки савез Србије. Одбојка на песку први пут се одиграва у Србији почетком деведесетих година када су Иван Бугарчић, тадашњи јуниор Црвене звезде, и његови другови одлучили да се разоноде и остану у форми током лета тако што ће побости дебла и окачити мрежу. Исте године је одржан турнир на новосадском Штранду. Годину дана касније Одбојкашки савез Београда је покренуо иницијативу за стварање секције у оквиру савеза, што је уједно и био почетак организованог рада. Прво првенство је одржано 1997, а годину дана касније је освојен и турнир у Сан Дијегу.
У Србији тренутно постоје два такмичења: Првенство и Куп, који се одигравају по турнирском систему.
Од 2008. се у Новом Саду организује Европски мастерс турнир на коме учествују играчи из више различитих земаља.
Најуспешнији такмичари тренутно су Стефан Баста и Игор Тешић, прваци Балкана који су такође остварили запажене пласмане на мастерсу у Новом Саду.

### Стреличарство
Стреличарски савез је организација која се брине о развоју стреличарства у Србији и броји 17 чланица. Основан је 1955. године године, а од 1965. године је члан Међународног стреличарског савеза.
Стреличарство је било развијено у средњовековној Србији. Српски борци-стреличари појављују се на фрескама у манастирима Дечани и Манасија много пре него многи у свету. У време цара Душана, када је Дубровник признавао његову власт, одржавали су се турнири са луковима и самострелима. На Женидби Душановој, стрелац-витез Милош Војновић, погађао је јабуку кроз прстен. Српски стрелци су се посебно истакли и донели победу над надмоћнијом бугарском војском у бици код Велбужда 1330. године. Постоје писани подаци из периода владавине Стефана Лазаревића о одржавању стреличарских турнира на простору испод зидина Калемегданске тврђаве.
Највећи успех у последњих пар година је пласман Луке Гроздановића у четвртфинале Медитеранских игара 2013. године.

### Бадминтон
Бадминтон савез Србије је организација која управља бадминтоном у Србији. Као и клубови, основан је током 1993. године. Прво такмичење које је организовано било је Прво отворено првенство Југославије у бадминтону одржано јануара 1994. године у Београду. Клубови се налазе у градовима широм Србије: Београд, Нови Сад, Ниш, Крагујевац, Панчево, Суботица, Краљево...
Србија је дебитовала на Европском првенству 2012. године које је одржано у Шведској са шест репрезентативаца, у мушком и женском синглу, мушким и женским паровима, и мешовитим паровима. Србију су представљали: Милица Симић, Сандра Халиловић, Игор Бјелан, Илија Паволовић, Никола Арсић и Владимир Савић. Они су уједно и најбољи српски бадминтонци.

### Скокови у воду
Савез за скокове у воду Србије је организација која се брине о развоју скокова у воду на територији Србије. Основан је 1971. године када се издвојио из састава пливачког савеза. У саставу савеза је било највише до 13 клубова. Тренутно се у саставу савеза налазе шест чланица и све су из Београда.
Највећи успех неког српског такмичара на међународном нивоу је сребро Селене Трајковић, под заставом Југославије, са Медитеранских игара 1979. године у Сплиту у дисциплини платформа.
Синиша Жугић и Вукан Вулетић су учествовали на Олимпијским играма 1996. године у Атланти. Вуканов отац, Вукашин Вулетић Вулета, оснивач је КСВ-а Чукарички и сматра се зачетником развоја скокова у воду у Србији.
Београд је био домаћин првог Светског првенства у скоковима у воду 1973. године.

### Синхроно пливање
Савез за синхроно пливање основан је 1992. године. 
Почеци синхроног пливања у Београду, датирају из 1968 године, када је на базену Ташмајдан радила секција синхроног пливања коју је водио Вукашин Вулетић. Прва школа и секција синхроног пливања у Србији оснивана је 1973. године, на базену "25. мај“, коју је предводио Франц Сеница. Школа касније прераста у првоосновани клуб у синхроном пливању под називом "25. мај“. До 1984. године то је једини вид организованог синхроног пливању у Београду и тадашњој СФРЈ. Године 1984. почела је са радом секција синхроног пливања „СИРЕНА“ у Крушевцу. Две године касније, 1986. године формиран је клуб „Бањица“, а 1989. године клуб „Ташмајдан“ у Београду. Прво државно првенство у синхроном пливању одржано је 1993. године. Након овог првенства формирају се клубови и у Шапцу, Обреновцу, Нишу. Данас је у савезу регистровано 10 клубова.
Прво међународно такмичење на којем је учествовала наша репрезентација био је Међународни митинг у Сплиту, 1980. године. Прво учешће на Европском првенству репрезентација је остварила 1991. године у дисциплини соло и дубл, са пливачицама: Снежаном Новокмет, Биљаном Стошић и Мајом Остојић. Репрезентација је први и за сада једини пут учествовала на Олимпијским играма 1992. године у Барселони са пливачицама Маријом Сеницом, Мајом Кос и Вањом Мичетом.
Прво Светско првенство у синхроном пливању одржано је у Београду 1973. године у оквиру Светског првенства у воденим спортовима.

### Дизање тегова
Организација која управља дизањем тегова у Србији је Савез Србија за дизање тегова.
Медаље у овом спорту су освајане у прошлости на Медитеранским играма.
СР Југославија је последњи пут имала представника на Олимпијским играма 1996. године у Атланти, Миодрага Ковачића. Тренутно најуспешнија репрезентативка је Силвана Вукас, сребрна са Светског универзитетског првенства.
Београд је био домаћин Европског првенства 1980. године.

### Коњички спорт
Савез за коњички спорт Србије је организација која управља коњичким спортом Србије и организује државно првенство. Основан је 2001. године.
Већ дужи низ година, од 1964. године првог септембарског викенда се у Пожаревцу одржавају Љубичевске коњичке игре. Љубичевске коњичке игре су дводневни коњички празник Пожаревљана и свих љубитеља коњичког спорта и коњичких вештина. Дан пре такмичарског дела, кроз центар Пожаревца продефилује поворка свих учесника игара. Том приликом се свечано положи заклетва којом се учесници обавезују да ће се надметати спортски и витешки. Поред касача, галопера, прескакања препона и дресуре, ту су и атракције Љубичевски вишебој, изложба коња, волтижовање деце - деца стара од 2 до 6 година их изводе уз помоћ својих тренера, а смисао вежби је у привикавању на коње, одржавање равнотеже.

### Хокеј на трави
Организација која управља хокејом на трави у Србији и организује национално првенство је Савез хокеја на трави Србије.
Репрезентација је највећи успех постигла на Медитеранским играма 1979. године у Сплиту када је освојена златна медаља.

### Једрење
Организација која управља једрењем у Србији је Једриличарски савез Србије. Српски такмичари се такмиче на Светским и Европским првенствима.
Тренутно најуспешнији српски репрезентативац је Лука Тошић, освајач је златне медаље на Европском првенству у јуниорској конкуренцији у класи Ласер 4.7, као и бронзане на Светском првенству у истој класи.

### Зимски спортови
Српски спортисти су редовни учесници Зимских олимпијских игара, али ни један није освојио медаљу.
Прво организовано скијање је било 1922. године у зимско-планинарској секцији Српског планинарског друштва, а у спортском смислу 1929, када је на Авали организовано такмичење у скијашком трчању. Планинарско друштво 1935. године је саградило планинарски дом на Копаонику, који су користили скијаши из Београда, а наредне године је одржано прво првенство у алпским дисциплинама.
Према неким подацима, у Новом Саду се клизање упражњава од краја деветнаестог века. Првобитно се клизало на залеђеним природним воденим површинама. Прво вештачко клизалиште је саграђено 1890. године. Најбољи српски клизач је Трифун Живановић. Освајао је медаље престижним међународним такмичењима, био учесник Светских и Европских првенстава. Учествовао је на Олимпијским играма Торину 2006. што ниједан српски такмичар није успео да понови. Међу клизачицама значајније резултате су постизале Хелена Пајовић и Ксенија Јастсењски.
Јелена Лоловић је најуспешнија алпска скијашица. Освајала медаље на зимској Универзијади. Такође успешна алпска скијашица је и Невена Игњатовић, освајачица злата у слалому на Универзијади 2013. године. Највећи ски центри у Србији се налазе на Копаонику, Златибору и Старој планини.
Највеће успехе у скијашком трчању у Србији постигао је Миланко Петровић. Он је на Универзијади 2013. године освојио златну медаљу у дисциплини 10 km слободно.
На Европском првенству у биатлону 2012. године у дисциплини спринт, Миланко Петровић је заузео 9. место, а на трци Светског купа 2013. у немачком Оберхофу освојио је прве бодове што су уједно и први бодови Србије икада на Светском купу и највреднији резултат српског биатлона. На Универзијади 2013. године је дошао до златне медаље у дисциплини спринт на 10 km и бронзане у појединачној на 20 km.
Најуспешнија и најтрофејнија српска сноубордерка је Нина Мицић. Освојила сребро на Олимпијском фестивалу младих Европе 2007. у Хаки, што је уједно и једина међународна медаља у зимским спортовима под заставом Србије, учествује у Светском купу и редовно осваја бодове. На Копаонику је 2012. године отворен први сноубординг парк у Србији.
Боб тим Србије учествовао је на Олимпијским играма у Солт Лејк Ситију 2002. где је заузео 25. место. и Ванкуверу 2010. где је био на 18. позицији Најбољи пласман на Европском првенству био је 10. место 2013. у Аустрији. Најуспешнији српски бобиста је Вук Рађеновић, који је тренутно међу 50 најбољих у свету.
Међу најтрофејнијим клубовима националној хокејашком првенству су Партизан, Црвена звезда и Војводина. Од оснивања Хокејашке лиге Србије није учествовало више од 5 клубова. Свако првенство је освојио Партизан, а рачунајући и првенства Југославије, 16 пута је био првак. Партизан је два пута тријумфовао и у регионалној Слохокеј лиги.
На територији Србије је саграђено пет ски скакаоница. Налазиле су се на Авали, у Кошутњаку, на Фрушкој гори, на Гочу и Копаонику. Тренутно постоји само скакаоница на Гочу, али ни она није у употреби.
Београд је 2005. године био домаћин Светског јуниорског првенства у брзом клизању на кратким стазама.

## Остали спортови

### Рагби
Један од најпопуларнијих екипних спортова на Свету, рагби има дугу историју у Србији. Први писани траг о Србима који су играли рагби досеже до Првог светског рата. 11. априла 1918. године у Единбургу пред 10.000 гледалаца српски рагбисти су одиграли прву међународну утакмицу под именом Србија против селекције Британских доминиона и забележили су победу. У Србији се рагби појавио после Првог светског рата. Први српски рагби клуб Бели Орао основан је у Шапцу 1919. године. Ипак рагби још увек није успео да се пробије међу најпопуларније спортове у Србији. Пажњу медија и финансијску подршку државе и српских привредника, добијају неки други спортови, који у Свету нису ни приближно популарни као рагби.

#### Рагби 15
Рагби 15 репрезентација Србије се такмичи у дивизији Југ 2 Европског првенства у рагбију. У Србији тренутно има десетак активних аматерских рагби 15 клубова, који су подељени у две лиге.

#### Рагби 13
Рагби 13 је популарнији код рагбија у Србији. Правила ове игре су доста једноставнија, од компликоване петнаестице. Рагби 13 репрезентација Србије је шеста сила у Европи. Рагби 13 репрезентацији Србије је мало фалило да се пласира на Светско првенство у рагбију 13, које ће се 2017. одржати у Аустралији, на Новом Зеланду и на Папуи Новој Гвинеји. У Србији тренутно има двадесетак активних аматерских рагби 13 клубова.

### Ауто-мото спортови
Милош Павловић је српски аутомобилиста, једини са лиценцом за такмичење у Формули 1. Био шампион у Нисановој светској лајт серији, а 2007. је са две победе освојио треће место у Формула Рено серији. У Формули 2 се такмичио 2009. године и заузео је 9. место, два пута је био на подијуму. Као члан Фордовог тима се 2011. и 2012. такмичио у ФИА ГТ1 Светском шампионату.
Душан Борковић је 2012. године у Европском шампионату у брдским тркама освојио титулу шампиона победивши на осам од једанаест трка. Годину раније је заузео треће место. Као представник екипе NIS Petrol Racing Team у Европском купу туринг аутомобила 2013. године је заузео треће место у генералном пласману, а од 2014. се такмичи у ФИА Светском шампионату туринг аутомобила
Велика награда Београда је представљала последњу трку Гран При мотор трка, претечи Формуле 1, пред почетак Другог светског рата. Једини домаћи такмичар Бошко Миленковић је заузео четврто место.

### Баскет 3 на 3
Године 2012. је одржано прво светско првенство у баскету 3 на 3, на којем је репрезентација Србије освојила злато, а на наредном, две године касније, сребрну медаљу. На Европским играма 2015. су дошли до бронзане медаље.

### Карате
Најуспешнија такмичарка у каратеу је Снежана Перић, која је освојила златне медаље на светским играма, светском и европском првенству, као и бронзу на светском и још пет медаља на европском.
Слободан Битевић је био светски шампион, а освојио је сребрну и бронзану медаљу на европским првенствима.
У екипној конкуренцији су често освајане медаље, а највећи успех је остварен 2010. године, када је мушка екипа освојила злато у кумитеу.
У Београду је одржано европско првенство 1998. године, као и светско 2010.

### Кендо
Највећи успех српског кендоа остварен је 2019. године на Европском првенству у Београду , одржаном у Арени "Штарк" када је Јуниорски тим Србије  освојио златну  медаљу, а сениорски тим сребрну у конкуренцији 40 земаља . Андреј Милошевић,као јуниор  је донео прву појединачну бронзану медаљу за Србију  у Гдињу ,Пољској 2011 године , а јуниорски тим те исте године прву сребрну екипну медаљу на Европском шампионату. Ана Момчиловић је освојила сребро на европском првенству у Берлину, 2013 године , Лука Илић ,злато у појединачној јуниорској категорији 2021 у Франкфурту на европском првенству као и јуниорско тимско злато. На светском је забележен највећи успех тима 2018 године када је Србија узела одлично 4 место.
Куглање
Репрезентативци Србије су били двоструки светски прваци у куглању на 9 чуњева и оборили екипни светски рекорд. Вилмош Заварко је светски рекордер у појединачној конкуренцији, а дошао је до четири златне, три сребрне и две бронзане медаље на светским првенствима, као и до првог места на светској ранг-листи.

### Роњење на дах
Највећи успех у Србији у овом спорту је бронзана медаља на Светском првенству 2012. одржаног у Ници. Бронзу је освојила Женска репрезентација у саставу: Лена Јовановић, Тијана Николић и Наташа Бошковић.

### Рукомет на песку
Мушка репрезентација у рукомету на песку је на светском првенству 2008. године освојила бронзану медаљу, а женска је на европском 2002. дошла такође до бронзе.

### Футсал
Србија ће бити домаћин Европског првенства у футсалу 2016. године.
Српска репрезентација је, до сада, два пута била учесник четвртфинала Европског првенства и једанпут учесник осмине финала Светског првенства.
Најуспешнији клубови су Економац и Марбо.

### Шах
Међу српским шахистима налази се 46 велемајстора (активних и неактивних). На шаховској олимпијади 1950. године репрезентација Југославије је освојила златну медаљу, а од шахиста из Србије у репрезентацији су били Петар Трифуновић и Светозар Глигорић, који су освајали велики број медаља и на другим олимпијадама, као и на европским шампионатима. Међу најуспешније српске велемајсторе убрајају се и Александар Матановић, Милан Матуловић, Иван Иванишевић, Драган Шолак, Александар Ковачевић, Бранко Дамљановић, Игор Миладиновић...
Међу женским такмичаркама налази се 11 велемајстора. Најуспешнија српска шахисткиња је бивша министарка спорта и омладине, Алиса Марић, која је освојила две бронзане медаље на шаховским олимпијадама, као и сребрну на европском шампионату 1999. године.
Нови Сад је био домаћин олимпијаде 1990. године, као и европског тимског првенства 2009. У Београду је 1970. први пут одржан меч између Совјетског Савеза, као најуспешније репрезентације, и остатка света.

## Спортисти са инвалидитетом
Параолимпијски комитет Србије је национални параолимпијски комитет који организује и шаље спортисте на такмичења прилагођена за такмичаре за инвалидитетом, првенствено Параолимпијске игре. Председник комитета је Зоран Мићовић.
У атлетици су најразвијеније бацачке дисциплине. Жељко Дерета је постао 1984. године параолимпијски шампион у бацању чуња оборивши светски рекорд, а освајао и сребрну медаљу у бацању кугле и бронзану у бацању диска. Нада Вуксановић је освојила злато (са светским рекордом) и сребро у бацању кугле и злато у бацању диска. Драженко Митровић је освојио две сребрне параолимпијске медаљу у бацању диска, као и пет сребрних са светских првенстава и у осталим бацачким дисциплинама, три пута је био европски шампион, а обарао је и светски рекорд. Тања Драгић је, такође обарала светски рекорд, а 2011. је постала шампионка на светском првенству, а наредне параолимпијске у бацању копља. Жељко Димитријевић је оборио светски рекорд у бацању чуња 2012. године и освојио параолимпијско злато. Милош Грлица је 2004. освојио бронзану медаљу у бацању копља, а био је и европски првак. Слободан Аџић је освајао параолимпијске медаље у тркачким дисциплинама, сребро на 1.500 и 5.000 метара, две бронзе на 400 и једна на 5.000 метара.
Репрезентација СФРЈ је 1988. освојила златну медаљу у голбалу. Мирослав Јанчић је био члан екипе, али се такмичио и у атлетици и освојио злато у петобоју, као и сребро у бацању копља и бронзу у брзом ходању.
Најуспешнији такмичари у стоном тенису су Светислав Димитријевић, освајач две златне и једне сребрне параолимпијске медаље, Златко Кеслер, једна златна, две сребрне и бронзане, светски и европски првак, Борислава Перић, две сребрне медаље из 2008. и 2012, као и злата са европских првенстава, Зоран Гајић две бронзе са параолимпијских игара.
У стрељаштву је Ружица Алексов освојила по две златне и сребрне медаље на параолимпијским, Симо Кецман био параолимпијски шампион, Радомир Ракоњац је освојио сребрну медаљу. Драго Ристић и Синиша Видић су обарали светске рекорде.
Највеће успехе у пливању је остварио Ненад Кришановић освојивши златну и две сребрне медаље, a Јово Цветановски је био светски првак.
Лазар Филиповић је освојио сребрну медаљу на Светском првенству 2012. у паратриатлону.

## Признања за најуспешније
Од 1957. године дневни лист Спорт бира најбољег спортисту године у Југославији, сада у Србији. Данас, жири за избор најбољег сачињавају досадашњи добитници „Златне значке“. Поред тога, „Спорт“ додељује награду и за најбољег младог спортисту, најлепшег спортисту и спортисткињу, као и фер-плеј трофеј.
Сличан избор прави и Олимпијски комитет Србије, који бира најбољу спортисткињу, спортисту, мушку екипу, женску екипу, тренера и младог спортисту
„Мајска награда“ је представљала највеће спортско у Југославији, које се додељивало од 1961. године спортистима у олимпијским и неолимпијским спортовима, спортским стручњацима, тренерима, новинарима... Распадом СФРЈ прекинута је ова традиција, коју је 2007. године обновио Спортски савез Србије под покровитељством министарства спорта и омладине.
Министарство омладине и спорта додељује национално признање тзв. „спортске пензије“, које најуспешнији спортисти и тренери у олимпијским и параолимпијским спортовима доживотно примају након навршене 40. године. Највећи износ добијају освајачи златних медаља са Олимпијских, Параолимпијских игара и Шаховских олимпијада, као и за обарање светског рекорда, затим освајачи осталих медаља, укључујући светска и европска првенства, као и Дејвис куп и Фед куп такмичења.

## Антидопинг агенција
Антидопинг агенција Републике Србије (АДАС) се бави контролом допинга у спорту у Србији. Тестира спортисте на домаћим и интернационалним такмичењима у држави, као и за време када нема такмичења, врши анализе, одређује казну након евентуалне повреде правила, даје препоруке и савете за сузбијање допинга итд. Новембра 2005. године је Скупштина Србије усвојила закон о спречавању допинга у спорту, чиме је основана агенција. Поред спортиста, АДАС тестира и коње у коњичким спортовима. Агенција кажњава спортисте које користе средства са листе недозвољених, као и тренере који их дају спортистима. Казне су најчешће у виду забране такмичења на одређено време, понекад и доживотно, а постоје и новчане казне. Казна може бити изречена и особи која одбије да се тестира или омета процедуру антидопинг контроле.

## Спортски објекти
Највећи стадиони у Србији су Стадион Рајко Митић, познатији као Маракана (капацитет 55.000 гледалаца), Стадион Партизана зван ЈНА (32.710) из Београда, Стадион ФК Смедерево (17.200) у Смедереву, Стадион Карађорђе (15.745) у Новом Саду...
Највећа хала је Београдска арена са максималним капацитетом од 25.000 места. Налази се на Новом Београду и једна је од највећих и најмодернијих европских дворана. Међу већим халама у Србији су и новосадски СПЕНС (11.000), Хала Пионир (8.150), Хала спортова у Београду (5.000), Центар Миленијум (5.000), Спортски центар Чаир (4.000)...
Спортско-рекреациони центар Ташмајдан је комплекс који се налази у Београду, у чијем се саставу налазе отворени стадион, Хала Пионир, ледена дворана Пионир, отворен и затворен базен.
У Новом Саду саду се налази Спортски и пословни центар „Војводина“, познатији као СПЕНС. У центру се налази фудбалски стадион Карађорђе, велика и мала хала, ледена дворана, затворени базен, куглана.